# Davenport (Iowa)
Davenport é uma cidade do estado norte-americano do Iowa, no condado de Scott, do qual é sede. Foi fundada em 1836 e incorporada em 1839.

## Geografia
De acordo com o United States Census Bureau, a cidade tem uma área de 170,8 km², dos quais 165,3 km² estão cobertos por terra e 5,5 km² por água.

## Demografia
Segundo o censo nacional de 2010, a sua população é de 99 685 habitantes e sua densidade populacional é de 583,7 hab/km². É a terceira cidade mais populosa do Iowa. Possui 44 087 residências que resulta em uma densidade de 270,4 residências/km².

## Marcos históricos
O Registro Nacional de Lugares Históricos lista 254 marcos históricos em Davenport. O primeiro marco foi designado em 22 de março de 1974 e o mais recente em 17 de fevereiro de 2021, o WOC Broadcasting Center.